# Кёльн Турм
Кёльн Турм (нем.  Kölnturm), также (нем.  Köln Тurm) — 148,5-метровый (165,48 с антенной) офисный небоскрёб в городе Кёльне, Германия. Он был возведён в течение двух лет с первого июня 1999 по 21 ноября 2001 в районе города Кёльн Медиапарк. Комплекс зданий в части города Кёльн-Нойштадт-Норд (Köln-Neustadt-Nord) предназначен как место расположения предприятий и организаций информационной сферы и содержит офисы, залы для конгрессов и конференций.
Кёльн Турм — самое высокое здание Кёльна, второй по высоте небоскрёб в земле Северный Рейн-Вестфалия после здания Post Tower в Бонне. В общегерманском списке небоскрёбов здание занимает тринадцатое место.
На тридцатом этаже находится открытая для свободного посещения смотровая площадка с рестораном.